# Raiovo, Sofia
Raiovo (în bulgară Райово) este un sat în comuna Samokov, regiunea Sofia,  Bulgaria. 

## Demografie
Componența etnică a satului Raiovo
     Bulgari (96,71%)
     Nicio identificare (3,28%)
     Altele (0%)
La recensământul din 2011, populația satului Raiovo era de 762 locuitori. Din punct de vedere etnic, majoritatea locuitorilor (96,71%) erau bulgari. Pentru 3,28% din locuitori nu este cunoscută apartenența etnică.